# 北海道赤狐
北海道赤狐（日语： Kitakitsune，英語：Ezo red fox；學名：Vulpes vulpes schrencki ）是廣泛分布於北半球的赤狐的亚种，主要栖息於日本北海道、库页岛、南千岛群岛及周邊島嶼。
日語中，北海道赤狐之正名“北狐”，是1924年岸田久吉在研究庫頁島生物時所給予的。隨後这种稱呼被廣泛運用于北海道和千岛群岛的同种狐狸。阿伊努语稱之为 cironnup、sumari、kimotpe 或者 hurep。

## 描述
北海道赤狐的体形比在日本本州岛、四国岛和九州岛的日本赤狐大，它的耳朵和四肢的外部是黑色的，与大陆赤狐有许多相似之处。
北海道赤狐有42颗牙：包括门齿上下各6颗、犬齿上下各2颗、小臼齿上下各8颗、上颌臼齿4颗以及下颌臼齿6颗。有8个乳房：胸部1対、腹部2対、鼠径部1対（但同样有7-10个乳房的变异个体存在）。

## 生态
北海道赤狐广布于北海道的草原到高山一带。它们主要吃老鼠、野兔、鸟和昆虫，在秋天也吃水果和坚果。在旅游景点和一些城市地区亦有人在街上喂养它们。
它们将自己挖的地道或隧道作为自己的巢穴。雌性会在早春分娩，幼崽在晚秋时独立生存。雄性独立行动，不干涉抚养后代。

## 疾病和寄生虫
北海道赤狐易感染棘球绦虫和蠕虫，这些寄生虫都是因培养现代阿留申群岛的银狐而引进到北海道的。北海道赤狐被绦虫寄生后感染棘球蚴病，感染时间保持于北海道赤狐和老鼠之间。1999年后，日本使用驱虫药来降低野生北海道赤狐摄入感染率。
受到感染的北海道赤狐會感染人畜。细粒棘球蚴虫卵会随着北海道赤狐粪便排出体外，人类吞食后会感染棘球蚴病。如果在早期发现可以治疗，但如果治疗延迟或被寄生在难以实行手术的部位，则有可能导致死亡。

## 与人类的关系
北海道赤狐属于野生动物。长期以来人们一直反对对北海道赤狐生存的干预，包括不断增加的在街上饲喂的行为。这些观点认为，除去栖息地因素，人为干预其生存将对北海道赤狐产生不利影响。而且已经有人呼吁采取行动来解决北海道赤狐的棘球蚴病。
北海道赤狐通过喂食来熟悉人类。经证实，旅游旺季过后，知床国家公园的北海道赤狐会在四月离开自己的领地，然后在宇登吕的街道上寻找人类的食物。上世纪80年代后，北海道赤狐在一些城市地区有了永久落户的绿地，比如札幌。
北海道赤狐被收录在纪录片《北海道赤狐的故事》，于1978年发行。